# 키어런 리처드슨
키어런 에드워드 리처드슨(Kieran Edward Richardson, 1984년 10월 21일 ~ )은 잉글랜드의 전 축구 선수이다. 현역 시절 그는 왼쪽 측면 미드필더이자 중앙 미드필더로서도 안정된 플레이를 보여주었다. 또한 레프트백 자리도 때에 따라 맡았다.

## 경력
리처드슨은 웨스트 햄 유나이티드에서 전문적인 유소년 생활을 시작하였다. 그러나 2001년에 맨체스터 유나이티드 유소년팀으로 옮기게 되었다.
맨체스터 유나이티드에서의 첫 시즌에 그는 2군팀의 주전이 되었다. 1군팀의 등번호 42번을 받았으나 데뷔경기는 하지 못했다.
2002년 여름 동안의 시즌 전 훈련 기간 동안 1군에서 꾸준한 활약을 보인 그는 결국 2002년 10월 23일에 UEFA 챔피언스리그 경기인 올림피아코스와의 경기에 등장하면서 맨체스터 1군 데뷔 경기를 하였다. 2002년 11월 5일에는 레스터 시티와의 풋볼 리그 컵 경기에서 첫 골을 넣었다. 2002-03 시즌동안 리그 경기 2회를 포함하여 9번의 출장에 1골을 기록하였다.
2003-04 시즌이 시작되면서 그는 등번호 23번을 받고, 지난 시즌보다 더 나은 활약을 보여주길 기대했지만, 단 3회 출장에 그치고 말았다. 이는 모두 리그컵과 FA컵 경기였다.
2004-05 시즌의 전반기 동안 그는 9회 출장에 1골을 기록하며 1군팀에서의 적응을 보여주고고 있었다. 그러나 감독인 알렉스 퍼거슨은 더 많은 1군 경험을 쌓게 하기 위해 임대를 결정하였다.
리처드슨은 노리치 시티로 임대되길 원했으나 퍼거슨은 웨스트 브로미치 앨비언으로 임대를 시켰다. 리처드슨은 WBA가 강등권을 탈출하는 데 일조하였다. 그는 중앙미드필더로 팀의 주전이 되었으며, 12경기 출장에 3골을 기록하였고, 팀은 시즌 마지막 날에 강등을 피하게 되었다.
2005-06 시즌에는 맨체스터 유나이티드로 돌아온 그는 2005년 9월 가브리엘 에인세의 부상으로 인해 레프트백으로 맨체스터 경기에 복귀하였다. 그는 곧 미드필더 보직을 받았고, 좋은 활약을 보여주었다. 리처드슨은 21세 생일에 맨체스터 유나이티드와의 4년 계약을 맺으며 생일을 자축하였다. 그는 이번 시즌에 총 36경기 출장에 6골을 기록하였다.
2006-07 시즌에 그는 리그컵과 FA컵에서 뛰어난 활약상을 보여주었다. 하지만 퍼거슨은 젊은 선수들이 크루 알렉산드라와의 리그컵 경기에서 보여준 수준 낮은 경기에 격노하였다. 퍼거슨은 리처드슨과 다른 선수들이 2군팀에서 뛰어야 한다고 공식적으로 비난하기도 하였다. 리처드슨은 왓포드와의 FA컵 준결승전에서 한 골을 넣으며 팀의 4-1 승리를 이끌었다. 맨유의 팬들은 리처드슨에게 게으르고 거만한 태도를 보인다면서 "로드 스누티" (거만의 왕)이라는 별명을 붙여주었다.
2007년 7월 16일, 선덜랜드는 알려지지는 않았지만 대략 550만 파운드 정도의 금액이라고 알려진 이적료를 지불하고 리처드슨과 4년 계약을 맺고 이전의 맨유의 주장이었던 로이 킨 감독과 활동하게 되었다. 시즌이 시작한 후에 그는 척추의 피로 골절 진단을 받았다. 이는 이후 약 네 달 동안 지속되었다.
2007년 12월 29일에 선덜랜드에서의 첫 골을 볼턴 원더러스와의 경기에서 기록하였다. 또한 2008년 1월 13일에는 포츠머스와의 홈 경기에서 두 골을 넣기도 하였다.
2012년 여름이적시장에서 풀럼으로 이적하였다.
2014년 여름이적시장에서 강등당한 풀럼 유니폼을 벗고 애스턴 빌라로 이적하였다.
2016년 10월 카디프 시티와 단기 계약을 맺었다.

## 우승 기록

### 맨체스터 유나이티드
- 프리미어리그
  - 우승 (1): 2006-07
- 풋볼 리그 컵
  - 우승 (1): 2005-06
- FA 커뮤니티 실드
  - 우승 (1): 2003

## 클럽 통계
| 클럽                         | 시즌    | 리그         | 리그 | 리그 | FA컵 | FA컵 | 리그컵 | 리그컵 | 유럽 | 유럽 | 기타 | 기타 | 총계 | 총계 |
| 클럽                         | 시즌    | 리그         | 출장 | 득점 | 출장 | 득점 | 출장   | 득점   | 출장 | 득점 | 출장 | 득점 | 출장 | 득점 |
| ---------------------------- | ------- | ------------ | ---- | ---- | ---- | ---- | ------ | ------ | ---- | ---- | ---- | ---- | ---- | ---- |
| 맨체스터 유나이티드          | 2002-03 | 프리미어리그 | 2    | 0    | 1    | 0    | 1      | 1      | 5[1] | 0    | —    | —    | 9    | 1    |
| 맨체스터 유나이티드          | 2003-04 | 프리미어리그 | 0    | 0    | 1    | 0    | 2      | 0      | 0    | 0    | 0    | 0    | 3    | 0    |
| 맨체스터 유나이티드          | 2004-05 | 프리미어리그 | 2    | 0    | 1    | 0    | 3      | 1      | 2[1] | 0    | 1[2] | 0    | 9    | 1    |
| 맨체스터 유나이티드          | 2005-06 | 프리미어리그 | 22   | 1    | 4    | 3    | 5      | 1      | 5[1] | 1    | —    | —    | 36   | 6    |
| 맨체스터 유나이티드          | 2006-07 | 프리미어리그 | 15   | 1    | 3    | 1    | 2      | 0      | 4[1] | 1    | —    | —    | 24   | 3    |
| 맨체스터 유나이티드          | 합계    | 합계         | 41   | 2    | 10   | 4    | 13     | 3      | 16   | 2    | 1    | 0    | 81   | 11   |
| 웨스트브로미치 앨비언 (임대) | 2004-05 | 프리미어리그 | 12   | 3    | —    | —    | —      | —      | —    | —    | —    | —    | 12   | 3    |
| 선덜랜드                     | 2007-08 | 프리미어리그 | 17   | 3    | 1    | 0    | 0      | 0      | —    | —    | —    | —    | 18   | 3    |
| 선덜랜드                     | 2008-09 | 프리미어리그 | 32   | 4    | 1    | 0    | 2      | 0      | —    | —    | —    | —    | 35   | 4    |
| 선덜랜드                     | 2009-10 | 프리미어리그 | 29   | 1    | 1    | 0    | 2      | 0      | —    | —    | —    | —    | 32   | 1    |
| 선덜랜드                     | 2010-11 | 프리미어리그 | 26   | 4    | 1    | 0    | 2      | 0      | —    | —    | —    | —    | 29   | 4    |
| 선덜랜드                     | 2011-12 | 프리미어리그 | 29   | 2    | 4    | 1    | 1      | 0      | —    | —    | —    | —    | 34   | 3    |
| 선덜랜드                     | 2012-13 | 프리미어리그 | 1    | 0    | —    | —    | 0      | 0      | —    | —    | —    | —    | 1    | 0    |
| 선덜랜드                     | 합계    | 합계         | 134  | 14   | 8    | 1    | 7      | 0      | —    | —    | —    | —    | 149  | 15   |
| 풀럼                         | 2012-13 | 프리미어리그 | 14   | 1    | 2    | 1    | —      | —      | —    | —    | —    | —    | 16   | 2    |
| 풀럼                         | 2013-14 | 프리미어리그 | 31   | 4    | 1    | 0    | 0      | 0      | —    | —    | —    | —    | 32   | 4    |
| 풀럼                         | 합계    | 합계         | 45   | 5    | 3    | 1    | 0      | 0      | —    | —    | —    | —    | 48   | 6    |
| 애스턴 빌라                  | 2014-15 | 프리미어리그 | 22   | 0    | 3    | 0    | 1      | 0      | —    | —    | —    | —    | 26   | 0    |
| 애스턴 빌라                  | 2015-16 | 프리미어리그 | 11   | 0    | 2    | 0    | 2      | 0      | —    | —    | —    | —    | 15   | 0    |
| 애스턴 빌라                  | 합계    | 합계         | 33   | 0    | 5    | 0    | 3      | 0      | —    | —    | —    | —    | 41   | 0    |
| 카디프 시티                  | 2016-17 | 챔피언십     | 6    | 0    | 0    | 0    | —      | —      | —    | —    | —    | —    | 6    | 0    |
| 총계                         | 총계    | 총계         | 271  | 24   | 26   | 6    | 23     | 3      | 16   | 2    | 1    | 0    | 337  | 35   |

- [1] UEFA 챔피언스리그 경기
- [2] FA 커뮤니티 실드 경기